# مایومی شو
مایومی شو (انگلیسی: Mayumi Shō؛ زادهٔ ۵ فوریهٔ ۱۹۶۵) صداپیشه اهل ژاپن است.